# Provincia Pyongan de Sud
Pyongan de Sud este o provincie a R.P.D. Coreene. Provincia a fost formată în 1896. Reședința se găsește la Pyongsong. Șase orașe se află în această provincie: Nampo, Pyongsong, Anju, Kaechon, Sunchon și Tokchon.